# Episema intermedia
Episema intermedia är en fjärilsart som beskrevs av Ramon Agenjo Cecilia 1936. Episema intermedia ingår i släktet Episema och familjen nattflyn. Inga underarter finns listade i Catalogue of Life.